# (2540) Blok
(2540) Blok (1971 TH2) – planetoida z grupy pasa głównego asteroid okrążająca Słońce w ciągu 3,26 lat w średniej odległości 2,2 j.a. Odkryta 13 października 1971 roku.